# بازداشت‌شدگان جنبش دانشجویی ۱۴۰۱ ایران
دانشجویان بازداشت‌شده اعتراضات سراسری ۱۴۰۱ ایران به دانشجویان بازداشت‌شده دانشگاه‌ها و مراکز آموزش عالی در پی اعتراضات ۱۴۰۱ دانشجویان ایران اشاره دارد.

## آمار
آمار دانشجویان بازداشتی در آن بازه به صورت حدودی:
| از ۲۶ شهریور تا ۲۴ آذر ۱۴۰۱ | آمار رسمی | آمار خبرگزاری حقوق بشر (هرانا) | منبع  |
| --------------------------- | --------- | ------------------------------ | ----- |
| تعداد دانشجویان بازداشت شده | -         | ۶۳۸                            | [ ۳ ] |

## روزشمار

### ۲۹ شهریور
- علیرضا غمگسار دانشجوی باستان‌شناسی دانشگاه کاشان، حوالی سبزه میدان رشت توسط نیروهای امنیتی بازداشت شد، و پس از یک روز بازجویی و شکنجه به زندان لاکان رشت منتقل شد.[۴]

محمد جواهری، دانشجوی جامعه‌شناسی دانشگاه تهران سوم مهرماه در ترمینال غرب تهران پس از اخراج از خوابگاه دانشجویی زمانی که عازم خانه بود توسط نیروهای امنیتی بازداشت شد.

### ۱۸ مهر
- دانشگاه شریف: طبق اعلام مسئولان دانشگاه، ۲ دانشجوی این دانشگاه که در تجمعات اخیر بازداشت شده بودند، آزاد شدند.[۴]

### ۹ آبان
نیروهای امنیتی سه دانشجوی دانشگاه شیراز به نام‌های محمد صفری، مهدی فریدونی و علیرضا نویگویی را در ارتباط با اعتراضات سراسری، دستگیر و به مکان نامعلومی منتقل کردند.

### ۱۰ آبان
- علی غیاثی‌پور و محمد رجبی از دانشجویان رشته پرستاری و فرزین احمدی دانشجوی رشته مدیریت خدمات بهداشتی درمانی توسط نیروهای امنیتی بازداشت شدند.[۷]

### ۶ آذر
رضا سلیمانی دانشجوی رشته شیمی محض دانشگاه شیراز توسط نیروهای امنیتی اطلاعات سپاه دستگیر و به مکان نامعلوم منتقل شد.

### ۸ آذر
- دانشگاه آزاد تهران: بنا بر گزارش خبرگزاری هرانا، سیران هرمزی و محمد پاکی، دو دانشجوی دانشگاه آزاد تهران و محمد سیادت دانشجوی رشته برق دانشگاه گلستان توسط نیروهای امنیتی در شهرهای بوکان و تهران بازداشت و به مکان نامعلومی منتقل شدند.[۸]

### ۱۵ آذر
بازداشت و روند سرکوب دانشجویان در اعتراضات سراسری که متعاقباً با صدور احکام سنگین همراه است، همچنان ادامه دارد. برای ده‌ها دانشجو از جمله آذین سعیدی نسب، دانشجوی محیط زیست دانشگاه تهران، ۵ سال حکم، برای محمد جواهری، دانشجوی دانشگاه تهران چهار سال و هفت ماه حبس تعزیری، برای بهرام بوشهری دانشجوی مهندسی شیمی دانشگاه فنی تهران پنج سال حبس تعزیری و برای محمد غلام‌زاده، دانشجوی دکتری جامعه‌شناسی دانشگاه تهران پنج سال حبس تعزیری، داده شده است.

### ۱۶ آذر
به دنبال انتشار خبر حمله گازانبری به دانشجویان در دانشگاه امیر کبیر در خبرنامه این دانشگاه مبنی بر دستگیری ۲۰ نفر از دانشجویان و برخی فارغ التحصیلان این دانشگاه، دانشجویان دانشگاه خواجه‌نصیر با انتشار اطلاعیه‌ای اعلام کردند «تا زمانی که دانشجویان زندانی آزاد نشوند و امنیت دانشجویان تأمین نگردد» دانشگاه را به‌طور کامل تعطیل می‌کنند و در هیچ کلاسی شرکت نخواهند کرد.
بنا بر گزارش‌ها، در اعتراض به تداوم بازداشت دانشجویان و همچنین فضای امنیتی حاکم بر مراکز آموزش عالی، اعضای شورای مرکزی انجمن اسلامی دانشجویان آزادی‌خواه دانشگاه بهشتی، به‌طور دسته‌جمعی استعفا دادند.

### ۱۷ آذر
فاتح حسین پناهی و علیرضا (سینا) میرعلی دانشجوی دانشگاه خواجه نصیر، محمد امامی، دانشجوی دانشگاه بهشتی، راشد امامی، امروز در شهرهای دهگلان، پاوه و تهران توسط مأموران امنیتی بازداشت و به مکان نامعلومی منتقل شدند.

### ۲۳ آذر
هرانا ارگان خبری مجموعه فعالان حقوق بشر، گزارش کرد که تا روز سه‌شنبه ۲۲ آذر، نیروهای سرکوب جمهوری اسلامی ایران دست‌کم ۶۳۲ دانشجو را بازداشت کرده‌اند. با وجود اراده حکومت برای سرکوب شدید، اعتراض‌ها در ۱۶۱ شهر ایران و ۱۴۴ مرکز دانشگاهی فراگیر شده و همچنان نیز ادامه دارند.

### ۲۸ بهمن
در بیانیه‌ای که توسط جمعی از دانشجویان دانشگاه خوارزمی منتشر شده است، به ۶۰ روز بازداشت و بلاتکلیفی ارژنگ مرتضوی، دانشجوی کامپیوتر این دانشگاه، اشاره شده و دستگیری وی را مصداق «ربایش» دانسته و آزادی هر چه سریعتر او و سایر دانشجویان معترض بازداشت شده و توقف‌زدن به تهدید بقیه دانشجویان را خواستار شده‌اند.

### ۱۶ اسفند
برخی از دانشجویان، مانند بعضی از معلمان و فعالان مدنی و سیاسی به دلیل اعتراض به مسمومیت‌های سریالی بازداشت شدند.

### ۲۱ اسفند
ده‌ها دانشجو به دلیل اعتراض به مسمومیت زنجیره‌ای در مدارس دخترانه ایران، ممنوع ورود شدند.

## اسامی بازداشت‌شدگان

### شهریور
| زمان بازداشت | نام             | محل تحصیل               | رشته و مقطع تحصیلی            | زمان آزادی | توضیحات | منبع          |
| ------------ | --------------- | ----------------------- | ----------------------------- | ---------- | ------- | ------------- |
| ۲۹ شهریور    | علیرضا غمگسار   | دانشگاه کاشان           | کارشناسی باستان‌شناسی          |            |         | [ ۱۷ ] [ ۱۸ ] |
| ۲۹ شهریور    | باوان لطفی      | دانشگاه ارومیه          | کارشناسی نقاشی                |            |         | [ ۱۹ ]        |
| ۳۰ شهریور    | بردیا شکوری فرد | دانشگاه تهران           | کارشناسی اقتصاد               |            |         | [ ۲۰ ] [ ۲۱ ] |
| ۳۰ شهریور    | مهرداد ارندان   | دانشگاه علامه طباطبایی  |                               |            |         | [ ۲۱ ]        |
| ۳۰ شهریور    | ریحانه ناصری    | دانشگاه شیراز           | فیزیک                         |            |         | [ ۲۲ ]        |
| ۳۱ شهریور    | علیرضا صابریان  | دانشگاه علوم پزشکی مشهد |                               |            |         | [ ۲۳ ]        |
| ۳۱ شهریور    | محمد نوری       | دانشگاه تهران           | کارشناسی ارشد اقتصاد          |            |         | [ ۲۴ ]        |
| ۳۱ شهریور    | فرهاد شجاع‌حیدری | دانشگاه علامه طباطبایی  | کارشناسی ارشد مددکاری اجتماعی |            |         | [ ۲۵ ]        |
| ۳۱ شهریور    | نیما سلطانی     | دانشگاه هنر تهران       | کارشناسی صنایع دستی           |            |         | [ ۲۶ ]        |
| ۳۱ شهریور    | آذین سعیدی نسب  | دانشگاه تهران           | محیط زیست                     |            |         | [ ۲۷ ]        |

### مهر
| زمان بازداشت | نام                  | محل تحصیل                             | رشته و مقطع تحصیلی             | زمان آزادی | توضیحات                               | منبع          |
| ------------ | -------------------- | ------------------------------------- | ------------------------------ | ---------- | ------------------------------------- | ------------- |
| ۲ مهر        | امین سالاری سلاجقه   | دانشگاه تهران                         | کارشناسی فلسفه                 |            |                                       | [ ۲۸ ]        |
| ۲ مهر        | محمد غلام‌زاده        | دانشگاه تهران                         | دکتری جامعه‌شناسی               |            |                                       | [ ۲۹ ]        |
| ۳ مهر        | مهدیار گرامی         | دانشگاه شیراز                         | کارشناسی فیزیک                 |            |                                       | [ ۳۰ ] [ ۳۱ ] |
| ۳ مهر        | محمد جواهری          | دانشگاه تهران                         | کارشناسی‌ارشد مطالعات جوانان    |            |                                       | [ ۱۹ ]        |
| ۳ مهر        | علی داعی             | دانشگاه تهران                         | کارشناسی ارشد مطالعات جوانان   |            |                                       | [ ۳۲ ]        |
| ۴ مهر        | مطهره گونه‌ای         | دانشگاه علوم پزشکی تهران              | دکترای عمومی دندانپزشکی        |            |                                       | [ ۳۳ ]        |
| ۵ مهر        | رامین کیانی          | دانشگاه تهران                         | کارشناسی‌ارشد روابط بین‌الملل    |            |                                       | [ ۳۴ ]        |
| ۹ مهر        | علی شوروزی           | دانشگاه تهران                         | کارشناسی ریاضی                 |            |                                       | [ ۱۹ ]        |
| ۹ مهر        | مائده امیرسیافی      | دانشگاه تهران                         | کارشناسی اقتصاد                |            |                                       | [ ۱۹ ]        |
| ۹ مهر        | سارا نادری           | دانشگاه تهران                         | اقتصاد                         |            |                                       | [ ۱۹ ]        |
| ۹ مهر        | حسن محمدپناه         | دانشگاه گرمسار (ایوانکی)              | کارشناسی ارشد حقوق خصوصی       |            |                                       | [ ۱۹ ]        |
| ۱۰ مهر       | بهینا جانباز         | دانشگاه آزاد شیراز                    | گرافیک                         |            |                                       | [ ۳۵ ]        |
| ۱۰ مهر       | زینب نصیری           | دانشگاه اصفهان                        | جامعه‌شناسی                     |            |                                       | [ ۳۶ ]        |
| ۱۰ مهر       | آرمین جلالی روشن     | دانشگاه امیرکبیر                      | مهندسی کامپیوتر                | ۱۵ مهر     | فعال دانشجویی                         | [ ۳۷ ]        |
| ۱۰ مهر       | آیناز فولادوند       | دانشگاه آزاد شیراز                    | گرافیک                         |            |                                       | [ ۳۵ ]        |
| ۱۲ مهر       | مریم عظیمی           | دانشگاه علوم توانبخشی و سلامت اجتماعی | کارشناسی‌ارشد روان‌شناسی کودک    |            |                                       | [ ۳۸ ]        |
| ۱۴ مهر       | احمدرضا کمالی        | دانشگاه علم و صنعت                    | کارشناسی مهندسی کامپیوتر       |            |                                       | [ ۳۹ ]        |
| ۱۶ مهر       | امیررضا دوزنده       | دانشگاه مازندران                      | جامعه‌شناسی                     | ۷ آذر      | آزادی به قید وثیقه                    | [ ۴۰ ]        |
| ۱۷ مهر       | محمدابراهیم کریم بخش | دانشگاه بوعلی سینا                    | میکروب‌شناسی                    |            |                                       | [ ۴۱ ]        |
| ۲۲ مهر       | فاطمه گرجی           | دانشگاه سمنان                         | کارشناسی ارشد رشته مهندسی شیمی |            | یکسال حبس تعزیری، ۷۴ ضربه شلاق تعلیقی | [ ۴۲ ]        |
| ۲۳ مهر       | مریم دریسی           | دانشگاه پیام نور ساوه                 | کارشناسی ارشد                  |            |                                       | [ ۴۳ ]        |
| ۲۷ مهر       | حسین کرمی            | دانشگاه علامه طباطبایی                | حقوق                           |            |                                       | [ ۴۴ ]        |
| ۳۰ مهر       | سید سجاد هاشمی‌نژاد   | دانشگاه خلیج فارس بوشهر               | کارشناسی‌ارشد روان‌شناسی         |            |                                       | [ ۴۵ ]        |

### آبان
| زمان بازداشت | نام                  | محل تحصیل                            | رشته و مقطع تحصیلی           | زمان آزادی          | توضیحات                              | منبع          |
| ------------ | -------------------- | ------------------------------------ | ---------------------------- | ------------------- | ------------------------------------ | ------------- |
| ۱ آبان       | محمد ملانوری         | دانشگاه صنعتی شریف                   | دکتری اقتصاد                 | ۲۴ آبان             | آزادی به قید وثیقه                   | [ ۴۶ ]        |
| ۱ آبان       | آرمان مهرآوران       | دانشگاه خلیج فارس بوشهر              | روان‌شناسی                    |                     |                                      | [ ۴۷ ]        |
| ۳ آبان       | احسان کریمی          | دانشگاه آزاد خوراسگان اصفهان         | معماری                       |                     |                                      | [ ۴۸ ]        |
| ۴ آبان       | آرش ودودفام          | دانشگاه علوم‌پزشکی شیراز              | دکتری عمومی پزشکی            |                     |                                      |               |
| ۴ آبان       | محمد لطیف احمدی      | دانشگاه فرهنگیان مدرس ایلام          | دبیری زبان انگلیسی           |                     |                                      | [ ۴۵ ]        |
| ۴ آبان       | سینا زحمتکش مزنگانی  | دانشگاه نوشیروانی بابل               | مهندسی شیمی                  |                     |                                      | [ ۴۹ ]        |
| ۴ آبان       | محمدرضا طالبی        | دانشگاه هنر و معماری پارس            | نقاشی                        |                     |                                      | [ ۴۵ ]        |
| ۴ آبان       | ایلیا موگویی         | دانشگاه آزاد تهران شمال              | مهندسی مکانیک                |                     |                                      | [ ۵۰ ]        |
| ۴ آبان       | محمد آزادبخت         | دانشگاه علوم‌پزشکی تهران              | دندانپزشکی                   |                     |                                      | [ ۵۱ ]        |
| ۴ آبان       | علیرضا جعفرزاده      | دانشگاه نوشیروانی بابل               | مهندسی شیمی                  |                     |                                      | [ ۴۹ ]        |
| ۴ آبان       | محمد ساعد            | دانشگاه علامه طباطبایی               | کارشناسی‌ارشد مطالعات جوانان  |                     |                                      | [ ۵۲ ]        |
| ۴ آبان       | امیرحسین مشکینی      | دانشگاه تهران                        | فیزیک                        |                     |                                      | [ ۴۸ ]        |
| ۴ آبان       | متین بیگدلی          | دانشگاه آزاد رودهن                   | معماری                       |                     |                                      | [ ۵۳ ]        |
| ۴ آبان       | مجتبی جامعی          | دانشگاه علوم‌پزشکی تهران              | پروتزهای دندانی              |                     |                                      | [ ۵۱ ]        |
| ۴ آبان       | دانیال حسینیان       | دانشگاه نوشیروانی بابل               | مهندسی عمران                 |                     |                                      | [ ۴۹ ]        |
| ۴ آبان       | علی غیاثی‌پور         | دانشگاه علوم‌پزشکی شیراز              | پرستاری                      |                     |                                      | [ ۵۴ ]        |
| ۵ آبان       | اسماعیل شکوری        | دانشگاه علوم پزشکی زنجان             | پرستاری                      |                     |                                      | [ ۵۵ ]        |
| ۵ آبان       | نعیم لشکری           | دانشگاه خوارزمی                      | مدیریت مالی                  |                     |                                      | [ ۵۶ ]        |
| ۵ آبان       | حنان مؤذن            | دانشگاه صنعتی سهند                   | مهندسی معدن                  |                     |                                      | [ ۵۷ ]        |
| ۵ آبان       | یگانه غلامحسین‌زاده   | دانشگاه شهید باهنر کرمان             | کارشناسی‌ارشد مهندسی کشاورزی  |                     |                                      | [ ۵۸ ]        |
| ۶ آبان       | کریم جمعی            | دانشگاه جندی‌شاپور اهواز              | علوم آزمایشگاهی              |                     |                                      | [ ۵۳ ]        |
| ۶ آبان       | ایلیا تابعی          | دانشگاه علم و صنعت                   | کارشناسی مهندسی مواد         |                     |                                      | [ ۵۹ ]        |
| ۶ آبان       | علیرضا عباسی         | دانشگاه علم و صنعت                   | مهندسی برق                   | ۲۹ آبان             | آزادی به قید وثیقه                   | [ ۶۰ ]        |
| ۶ آبان       | جمشید الهیان         | دانشگاه جندی‌شاپور اهواز              | پرستاری                      |                     |                                      | [ ۶۱ ]        |
| ۶ آبان       | آذرخش بابادی         | دانشگاه جندی‌شاپور اهواز              | علوم آزمایشگاهی              |                     |                                      | [ ۵۳ ]        |
| ۷ آبان       | حورا بدیهی           | دانشگاه تهران                        | کارشناسی مهندسی مکانیک       |                     |                                      | [ ۶۲ ]        |
| ۷ آبان       | علیرضا پورصفر        | دانشگاه خواجه نصیر                   | مهندسی هوافضا                |                     |                                      | [ ۶۳ ]        |
| ۷ آبان       | امید همتی            | دانشگاه آزاد علوم تحقیقات تهران      |                              |                     |                                      | [ ۴۸ ]        |
| ۷ آبان       | فاطمه نائبیان        | دانشگاه اصفهان                       | گردشگری                      |                     |                                      | [ ۶۴ ]        |
| ۷ آبان       | کیارش سقفی بنفشه     | دانشگاه تهران                        | کارشناسی‌ارشد مهندسی مواد     |                     |                                      | [ ۲۷ ]        |
| ۷ آبان       | علیرضا جاور          | دانشگاه آزاد علوم تحقیقات تهران      |                              |                     |                                      | [ ۴۸ ]        |
| ۷ آبان       | محمدمهدی نوریان      | دانشگاه تهران                        | مهندسی مواد                  |                     |                                      | [ ۲۷ ]        |
| ۷ آبان       | محمدرضا افشاری       | دانشگاه شهید مدنی آذربایجان          | زیست‌شناسی                    |                     |                                      | [ ۲۷ ]        |
| ۷ آبان       | علی درزی             | دانشگاه تهران                        | کارشناسی معدن                | ۲۲ آذر              | آزادی با قرار وثیقه ۵۰۰ میلیونی      | [ ۶۵ ] [ ۶۶ ] |
| ۷ آبان       | امیرحسین وفاجو       | دانشگاه آزاد علوم تحقیقات تهران      |                              |                     |                                      | [ ۴۸ ]        |
| ۷ آبان       | محمد مرادی           | دانشگاه رازی کرمانشاه                | کارشناسی علوم کامپیوتر       |                     |                                      | [ ۵۲ ]        |
| ۷ آبان       | مبین طهرانی‌پور       | دانشگاه تهران                        | مهندسی مواد و متالوژی        |                     |                                      | [ ۶۷ ]        |
| ۷ آبان       | حمیدرضا فربود        | دانشگاه یزد                          | علوم ورزشی                   |                     |                                      | [ ۶۸ ]        |
| ۷ آبان       | علی احمدی            | دانشگاه آزاد علوم تحقیقات تهران      |                              |                     |                                      | [ ۴۸ ]        |
| ۷ آبان       | رایحه حسینی          | دانشگاه الزهرا                       | جامعه‌شناسی                   |                     |                                      | [ ۶۸ ]        |
| ۷ آبان       | اصلان صاحبدلان       | دانشگاه آزاد علوم تحقیقات تهران      |                              |                     |                                      | [ ۴۸ ]        |
| ۷ آبان       | آرمان کریمی          | دانشگاه تهران                        | کارشناسی‌ارشد نقشه‌کشی         |                     |                                      | [ ۶۸ ]        |
| ۷ آبان       | محمدجواد عباسی       | دانشگاه آزاد شهر قدس                 | مدیریت بازرگانی              |                     |                                      | [ ۴۸ ]        |
| ۷ آبان       | متین محمدی           | دانشگاه آزاد علوم تحقیقات تهران      |                              |                     |                                      | [ ۴۸ ]        |
| ۷ آبان       | امیر دارایی‌پور       | دانشگاه صنعتی سجاد مشهد              | مهندسی                       |                     |                                      | [ ۴۸ ]        |
| ۷ آبان       | شمیم شیرزاد          | دانشگاه صنعتی سجاد مشهد              | مهندسی                       |                     |                                      | [ ۴۸ ]        |
| ۷ آبان       | سپهر مدیرصانعی       | دانشگاه تهران                        | مهندسی مکا الکترونیک هوا فضا |                     |                                      | [ ۴۸ ]        |
| ۷ آبان       | محمد امین مرادقلی    | دانشگاه نوشیروانی بابل               | مهندسی مکانیک                |                     |                                      | [ ۴۸ ]        |
| ۷ آبان       | سعید ایران‌نژاد       | دانشگاه رازی کرمانشاه                | علوم کامپیوتر                |                     |                                      | [ ۴۸ ]        |
| ۸ آبان       | ماهان گچ‌پزان         | دانشگاه تهران                        | کارشناسی روان‌شناسی           |                     | دبیرکل شورای صنفی دانشجویان دانشگاه  | [ ۶۹ ]        |
| ۸ آبان       | علی عالمی آرانی      | دانشگاه شریف                         | دکتری دانشکده مهندسی هوافضا  | ۲۸ آبان             | آزادی به قید وثیقه                   | [ ۷۰ ]        |
| ۸ آبان       | سعید نجفیان          | دانشگاه شاهرود                       | مهندسی مواد                  |                     |                                      | [ ۷۱ ]        |
| ۸ آبان       | پدرام حسین‌زاده       | دانشگاه مازندران                     | مهندسی کامپیوتر              |                     |                                      | [ ۶۸ ]        |
| ۸ آبان       | میلاد ربیعی          | دانشگاه مازندران                     | کارشناسی‌ارشد تاریخ           |                     |                                      | [ ۶۸ ]        |
| ۸ آبان       | علیرضا برادران       | دانشگاه امیرکبیر                     | کارشناسی‌ارشد هوافضا          |                     |                                      | [ ۶۸ ]        |
| ۸ آبان       | مهدیار کاظمی         | دانشگاه آزاد تهران شمال              | صنایع غذایی                  |                     |                                      | [ ۶۸ ]        |
| ۸ آبان       | یاشار پناهی          | دانشگاه شهید بهشتی                   | مدیریت دولتی                 |                     |                                      | [ ۴۸ ]        |
| ۸ آبان       | حسین محمدی           | دانشگاه هنر اصفهان                   | کارشناسی‌ارشد اقتصاد شهری     |                     |                                      | [ ۷۲ ]        |
| ۹ آبان       | محمد قلاوند          | دانشگاه شهید چمران اهواز             | مهندسی مواد و متالوژی        |                     |                                      | [ ۷۳ ]        |
| ۹ آبان       | علیرضا شریفات        | دانشگاه شهید چمران اهواز             | مهندسی مکانیک                |                     |                                      | [ ۷۳ ]        |
| ۹ آبان       | درسا منتی            | دانشگاه علوم پزشکی تهران             | مامایی                       |                     |                                      | [ ۷۴ ]        |
| ۹ آبان       | آرمیتا پاویر         | دانشگاه شهید مدنی آذربایجان          | زیست‌شناسی                    |                     |                                      | [ ۶۱ ]        |
| ۹ آبان       | محمد عرب             | دانشگاه نوشیروانی بابل               | کارشناسی‌ارشد مهندسی شیمی     |                     |                                      | [ ۶۸ ]        |
| ۱۰ آبان      | نیلوفر میرزایی بافتی | دانشگاه الزهرا                       | کارشناسی گرافیک              |                     |                                      | [ ۷۵ ]        |
| ۱۰ آبان      | امیرمحمد میرجلیلی    | دانشگاه علوم پزشکی شیراز             | پزشکی                        |                     |                                      | [ ۷۶ ]        |
| ۱۰ آبان      | پریسا بنی‌اسد         | دانشگاه علوم پزشکی تهران             | دانشکده داروسازی             |                     |                                      | [ ۷۷ ]        |
| ۱۰ آبان      | آرمین جلالی روشن     | دانشگاه امیرکبیر                     | مهندسی کامپیوتر              | ۲۸ آذر              | بازداشت در مرتبهٔ دوم                 | [ ۷۸ ]        |
| ۱۰ آبان      | امیرحسین عسگری       | دانشگاه امیرکبیر                     | مهندسی کامپیوتر              |                     |                                      | [ ۲۷ ]        |
| ۱۰ آبان      | عرفان رضایی          | دانشگاه امیرکبیر                     | مهندسی پزشکی                 |                     |                                      | [ ۲۷ ]        |
| ۱۰ آبان      | علیرضا برادران مظفری | دانشگاه امیرکبیر                     | مهندسی پزشکی                 |                     |                                      | [ ۲۷ ]        |
| ۱۰ آبان      | علیرضا حسینی         | دانشگاه امیرکبیر                     | کارشناسی‌ارشد شیمی            |                     |                                      | [ ۲۷ ]        |
| ۱۱ آبان      | سینا عباسپور         | دانشگاه امیرکبیر                     | مهندسی پزشکی                 |                     |                                      | [ ۷۹ ]        |
| ۱۱ آبان      | علی فتاحی            | دانشگاه علم و صنعت                   | مهندسی شیمی                  | ۱۶ آذر              |                                      | [ ۸۰ ]        |
| ۱۳ آبان      | رضا فتحی             | دانشگاه شریف                         | کارشناسی‌ارشد علوم ریاضی      | آزادی با قرار کفالت |                                      | [ ۸۱ ] [ ۸۲ ] |
| ۱۴ آبان      | محمدابراهیم واعظی    | دانشگاه شریف                         | کارشناسی‌ارشد اقتصاد          | ۲۸ آبان             | به قید وثیقه                         | [ ۸۳ ]        |
| ۱۴ آبان      | امیررضا چرچی         | دانشگاه شریف                         | کارشناسی مهندسی شیمی         | ۲۸ آبان             | به قید وثیقه                         | [ ۸۴ ]        |
| ۱۴ آبان      | شهریار شمس           | دانشگاه آزاد تهران شمال              | مدیریت                       |                     |                                      | [ ۸۵ ]        |
| ۱۴ آبان      | همایون سلیمانی       | دانشگاه علم و صنعت                   | مهندسی برق                   | ۲۲ آذر              | آزادی به قید وثیقه                   | [ ۸۶ ]        |
| ۱۴ آبان      | محمد بهداد           | دانشگاه تهران                        | روابط بین‌الملل               |                     |                                      | [ ۸۷ ]        |
| ۱۵ آبان      | محمد مصطفایی         | دانشگاه شریف                         | مهندسی شیمی                  |                     |                                      | [ ۷۷ ]        |
| ۱۵ آبان      | ریحانه معروف         | دانشگاه تهران                        | جامعه‌شناسی                   |                     | دبیر شورای صنفی دانشکده علوم اجتماعی | [ ۸۸ ]        |
| ۱۶ آبان      | میلاد عبدی           | دانشگاه علامه طباطبایی               | کارشناسی مددکاری اجتماعی     |                     |                                      | [ ۸۹ ]        |
| ۱۷ آبان      | سارینا صادقی         | دانشگاه الزهرا                       | ارتباطات تصویری              | ۱۴ آذر              | آزادی به قید کفالت                   | [ ۹۰ ]        |
| ۲۱ آبان      | فاطمه انصاری         | دانشگاه شهید بهشتی                   | کارشناسی مشاوره              |                     |                                      | [ ۹۱ ]        |
| ۲۱ آبان      | نگار طاووسی          | دانشگاه آزاد تهران واحد علوم تحقیقات | آموزش زبان انگلیسی           |                     |                                      |               |
| ۲۲ آبان      | فهیمه سلطانی         | دانشگاه اصفهان                       | کارشناسی حقوق                |                     |                                      | [ ۹۲ ]        |
| ۲۴ آبان      | علی رمضانی           | دانشگاه علوم پزشکی بابل              | دکتری عمومی پزشکی            |                     |                                      | [ ۹۳ ]        |
| ۲۴ آبان      | مجید لونی            | دانشگاه رازی کرمانشاه                | مهندسی مکانیک                |                     |                                      | [ ۶۴ ]        |
| ۲۴ آبان      | سجاد دهقان منگ‌آبادی  | دانشگاه علوم پزشکی شهید صدوقی یزد    | رادیولوژی                    |                     |                                      | [ ۹۴ ]        |
| ۲۴ آبان      | صدرا ظهرابی          | دانشگاه رازی کرمانشاه                | مهندسی متالوژی               |                     |                                      | [ ۶۴ ]        |
| ۲۴ آبان      | امیرحسین مهرانجو     | دانشگاه رازی کرمانشاه                | مهندسی کامپیوتر              | ۱۰ آذر              |                                      | [ ۹۵ ]        |
| ۲۴ آبان      | عرفان مرادی          | دانشگاه علوم پزشکی شهید صدوقی یزد    | داروسازی                     |                     |                                      | [ ۹۴ ]        |
| ۲۴ آبان      | حمید برانداز         | دانشگاه رازی کرمانشاه                | مهندسی مکانیک                |                     |                                      | [ ۶۴ ]        |
| ۲۴ آبان      | اسما گنجی زاده       | دانشگاه اصفهان                       | کارشناسی فلسفه               |                     |                                      | [ ۹۴ ]        |
| ۲۴ آبان      | امیر دارابی          | دانشگاه رازی کرمانشاه                | ادبیات                       |                     |                                      | [ ۶۴ ]        |
| ۲۴ آبان      | امیرحسین کامران      | دانشگاه علوم پزشکی شهید صدوقی یزد    | داروسازی                     |                     |                                      | [ ۹۴ ]        |
| ۲۴ آبان      | مریم محمدی           | دانشگاه رازی کرمانشاه                |                              |                     |                                      | [ ۶۴ ]        |
| ۲۴ آبان      | محمد وفایی           | دانشگاه هنر تهران                    | کارشناسی مجسمه‌سازی           |                     |                                      | [ ۹۶ ]        |
| ۲۴ آبان      | کامیاب رحمانی        | دانشگاه رازی کرمانشاه                | تربیت بدنی                   |                     |                                      | [ ۶۴ ]        |
| ۲۴ آبان      | پویا حیدری           | دانشگاه علوم پزشکی شهید صدوقی یزد    | داروسازی                     |                     |                                      | [ ۹۴ ]        |
| ۲۴ آبان      | معین منوچهری         | دانشگاه رازی کرمانشاه                | مهندسی کامپیوتر              |                     |                                      | [ ۶۴ ]        |
| ۲۴ آبان      | امیرحسین منفرد       | دانشگاه امیرکبیر                     | مهندسی مکانیک                |                     |                                      | [ ۹۷ ]        |
| ۲۴ آبان      | مسعود کرمی           | دانشگاه رازی کرمانشاه                | مهندسی عمران                 |                     |                                      | [ ۶۴ ]        |
| ۲۴ آبان      | سجاد قاسمی           | دانشگاه علوم پزشکی شهید صدوقی یزد    | داروسازی                     |                     |                                      | [ ۹۴ ]        |
| ۲۴ آبان      | علی سعدی             | دانشگاه رازی کرمانشاه                | مهندسی کامپیوتر              |                     |                                      | [ ۶۴ ]        |
| ۲۴ آبان      | هاله رادی            | دانشگاه علوم پزشکی بابل              | کارشناسی‌ارشد بیوتکنولوژی     |                     |                                      | [ ۹۳ ]        |
| ۲۴ آبان      | رضا روحی             | دانشگاه رازی کرمانشاه                | مهندسی نفت                   |                     |                                      | [ ۶۴ ]        |
| ۲۴ آبان      | علی اسدی             | دانشگاه علوم پزشکی شهید صدوقی یزد    | داروسازی                     |                     |                                      | [ ۹۴ ]        |
| ۲۴ آبان      | علیرضا نادری         | دانشگاه رازی کرمانشاه                | نفت                          |                     |                                      | [ ۶۴ ]        |
| ۲۴ آبان      | محمدابراهیم بانوئی   | دانشگاه رازی کرمانشاه                | تاریخ اسلام                  |                     |                                      | [ ۶۴ ]        |
| ۲۴ آبان      | عرشیا لایقی          | دانشگاه رازی کرمانشاه                | نفت                          |                     |                                      | [ ۶۴ ]        |
| ۲۵ آبان      | محمدمهدی بصیرت نژاد  | دانشگاه علم و صنعت                   | مهندسی مکانیک                |                     |                                      | [ ۹۴ ]        |
| ۲۵ آبان      | امیرحسین مختاری      | دانشگاه علم و صنعت                   | مهندسی راه‌آهن                | ۱۶ آذر              |                                      | [ ۸۰ ]        |
| ۲۶ آبان      | فربد پوراعظم         | دانشگاه یزد                          | مهندسی عمران                 |                     |                                      | [ ۹۴ ]        |
| ۲۶ آبان      | علی منصوری           | دانشگاه علم و صنعت                   | فیزیک                        |                     |                                      | [ ۹۸ ]        |
| ۲۹ آبان      | سمیع آسریس           | دانشگاه علوم پزشکی ارومیه            | دکتری عمومی پزشکی            |                     |                                      | [ ۹۹ ]        |
| ۲۹ آبان      | علی ابراهیمی         | دانشگاه تهران                        | کارشناسی فلسفه               |                     |                                      | [ ۱۰۰ ]       |

### آذر
| زمان بازداشت | نام                 | محل تحصیل                         | رشته و مقطع تحصیلی       | زمان آزادی | توضیحات                                                     | منبع            |
| ------------ | ------------------- | --------------------------------- | ------------------------ | ---------- | ----------------------------------------------------------- | --------------- |
| ۱ آذر        | حسین برزو           | دانشگاه علامه طباطبایی            | کارشناسی مددکاری اجتماعی |            |                                                             | [ ۱۰۱ ]         |
| ۱ آذر        | محمد پاکی           | دانشگاه آزاد علوم و تحقیقات تهران |                          |            |                                                             | [ ۱۰۲ ]         |
| ۱ آذر        | محمدرضا راستی       | دانشگاه یزد                       | مهندسی کامپیوتر          |            |                                                             | [ ۹۲ ]          |
| ۲ آذر        | امیرحسین قربان‌حسینی | دانشگاه علم و صنعت                | مهندسی کامپیوتر          |            | بعد از مراجعه به دفتر پیگیری وزارت اطلاعات بازداشت شده است. | [ ۱۰۳ ] [ ۱۰۴ ] |
| ۳ آذر        | ابوالفضل بیدوکی     | دانشگاه یزد                       | مهندسی صنایع             | ۲۳ آذر     | آزادی با قرار وثیقه ۱ میلیارد و ۵۰۰ میلیونی                 | [ ۶۶ ]          |
| ۳ آذر        | مصطفی موسوی         | دانشگاه یزد                       | مدیریت گردشگری           | ۲۳ آذر     | آزادی با قرار وثیقه ۱ میلیارد و ۵۰۰ میلیونی                 | [ ۶۶ ]          |
| ۶ آذر        | نازنین کیانبخت      | دانشگاه هنر اسلامی تبریز          | کارشناسی گرافیک          |            |                                                             | [ ۱۰۵ ]         |
| ۶ آذر        | رضا سلیمانی         | دانشگاه شیراز                     | شیمی محض                 | ۳ دی       | آزادی با وثیقه ۱ میلیارد و ۵۰۰ میلیونی                      |                 |
| ۶ آذر        | سینا نعیمی          | دانشگاه علوم پزشکی کردستان        | اتاق عمل                 |            |                                                             | [ ۱۰۶ ]         |
| ۷ آذر        | سیران هرمزی         | دانشگاه آزاد علوم و تحقیقات تهران |                          |            |                                                             | [ ۱۰۲ ]         |
| ۷ آذر        | امیرمحمد دهقان      | دانشگاه یزد                       | ساخت و تولید             |            |                                                             | [ ۱۰۷ ]         |
| ۸ آذر        | شایان پاداش         | دانشگاه علوم پزشکی کردستان        | دندان پزشکی              |            | دبیر سابق شورای صنفی دانشگاه                                | [ ۱۰۸ ]         |
| ۸ آذر        | قادر آذربرزین       | دانشگاه یزد                       |                          |            |                                                             | [ ۱۰۷ ]         |
| ۹ آذر        | آیدین غفاری         | دانشگاه علوم‌پزشکی کردستان         | دکتری عمومی پزشکی        |            |                                                             | [ ۱۰۹ ]         |
| ۱۶ آذر       | محمد شباهتی         | دانشگاه تهران                     | کارشناسی‌ارشد انسان‌شناسی  |            |                                                             | [ ۱۱۰ ]         |
| ۱۶ آذر       | زهرا جعفری          | دانشگاه تهران                     | کارشناسی‌ارشد رفاه        | ۱۶ آذر     |                                                             | [ ۸۰ ]          |
| ۱۶ آذر       | محمدرضا کریمی       | دانشگاه رازی کرمانشاه             | کارشناسی‌ارشد حسابداری    | ۱۶ آذر     | آزادی با قرار وثیقه ۱ میلیارد و ۵۰۰ میلیونی                 | [ ۸۰ ]          |
| ۱۶ آذر       | حسین فصیحی          | دانشگاه امیرکبیر                  |                          | ۱۶ آذر     |                                                             | [ ۸۰ ]          |
| ۱۶ آذر       | کامیار اشرفی        | دانشگاه امیرکبیر                  |                          | ۱۶ آذر     |                                                             | [ ۸۰ ]          |
| ۱۶ آذر       | آرین حیدری          | دانشگاه خواجه نصیر                | مهندسی صنایع             |            |                                                             | [ ۱۱۱ ]         |
| ۱۶ آذر       | امیرحسین گرشاسبی    | دانشگاه خواج نصیر                 | مهندسی صنایع             |            |                                                             | [ ۱۱۱ ]         |
| ۱۶ آذر       | عرفان زارعی         | دانشگاه خواج نصیر                 | مهندسی برق               |            |                                                             | [ ۱۱۱ ]         |
| ۱۹ آذر       | بیتا ویسی           | دانشکده فنی دخترانه سنندج         |                          |            |                                                             | [ ۱۱۲ ]         |
| ۲۳ آذر       | تینا خدری           | دانشکده فنی دخترانه سنندج         |                          |            |                                                             | [ ۱۱۲ ]         |
| ۲۳ آذر       | ثنا خدامرادی        | دانشکده فنی دخترانه سنندج         |                          |            |                                                             | [ ۱۱۲ ]         |
| ۲۳ آذر       | رضوان بازانی‌قلعه    | دانشکده فنی دخترانه سنندج         |                          |            |                                                             | [ ۱۱۲ ]         |
| ۲۳ آذر       | هانیه چهاردولی      | دانشکده فنی دخترانه سنندج         |                          |            |                                                             | [ ۱۱۲ ]         |

## روزشمار آمار بازداشت‌ها
| تاریخ   | تعداد |
| ------- | ----- |
| ۲ آبان  | ۲۱۴   |
| ۴ آبان  | ۲۲۲   |
| ۱۰ آبان | ۳۶۷   |
| ۱۵ آبان | ۴۲۸   |
| ۲۰ آبان | ۴۴۱   |
| ۲۶ آبان | ۴۹۷   |
| ۳۰ آبان | ۵۴۴   |
| ۵ آذر   | ۵۶۶   |
| ۱۰ آذر  | ۵۸۳   |
| ۱۶ آذر  | ۵۹۵   |

## واکنش‌ها
- ۲۰ آذر ۱۴۰۱ جمعی از خانواده‌های دانشجویان بازداشتی شش دانشگاه بزرگ تهران طی بیانیه‌ای نگرانی و اعتراض خود را نسبت به وضعیت این دانشجویان ابراز کردند. در این بیانیه تأکید شده بود که «ما خانواده دانشجویان بازداشتی پس از پیگیری‌های هرروزه، متأسفانه عزم و اراده‌ای در کمک به فرزندانمان ندیده‌ایم.»[۱۱۳]
- محمدمهدی طهرانچی رئیس دانشگاه آزاد ۲۴ آذر ۱۴۰۱ با اعلام اینکه «در داخل دانشگاه هیچ دانشجوی بازداشتی نداشتیم» تأکید کرد «رسیدگی به پرونده دانشجویانی که به خارج از کشور وصل هستند و آسیب رسانده‌اند، جای خود را دارد. هیچکسی به دنبال آزادی این دانشجویان نیست. ولی تمام مراقبت ما این است که، دانشجویانی که در یک فضای هیجانی حرکت‌هایی انجام داده‌اند در فضای کمیته انضباطی با آنها برخورد شود.»[۱۱۴]
- بهمن ۱۴۰۱ حسین امیرعبداللهیان، وزیر امور خارجه در مصاحبه با ان‌پی‌آر (رادیو ملی آمریکا) بازداشت دانشجویان در دانشگاه‌ها را رد کرد و مدعی شد «در جریان آشوب‌ها، هیچ دانشجویی در دانشگاه‌ها یا محوطه دانشگاه‌ها بازداشت نشد. در واقع کسانی که بازداشت شدند افرادی بودند که در اغتشاشات خیابانی نقش داشتند»[۱۱۵]

## بازداشت دانشجویان در سالگرد خیزش ۱۴۰۱
به گزارش خبرگزاری هرانا حکومت جمهوری اسلامی برای جلوگیری از برگزاری سالگرد کشته‌شدن مهسا امینی (و خیزش ۱۴۰۱ ایران) و پیشگیری از احتمال بروز اعتراضات، دست‌کم ۲۹۲ معترض و فعال مدنی را در سراسر ایران بازداشت کرده و نیز بیش از ۳٫۱۲۶ دانشجو و ۳۱ استاد دانشگاه را به‌دلیل همراهی با اعتصابات و تظاهرات مسالمت‌آمیز در یک‌سال اخیر، با روش‌های مختلفی همچون: احضار، ممنوعیت از ورود به دانشگاه، محرومیت از تحصیل و اخراج، تنبیه کرد.